# موزه هنر کاگواس

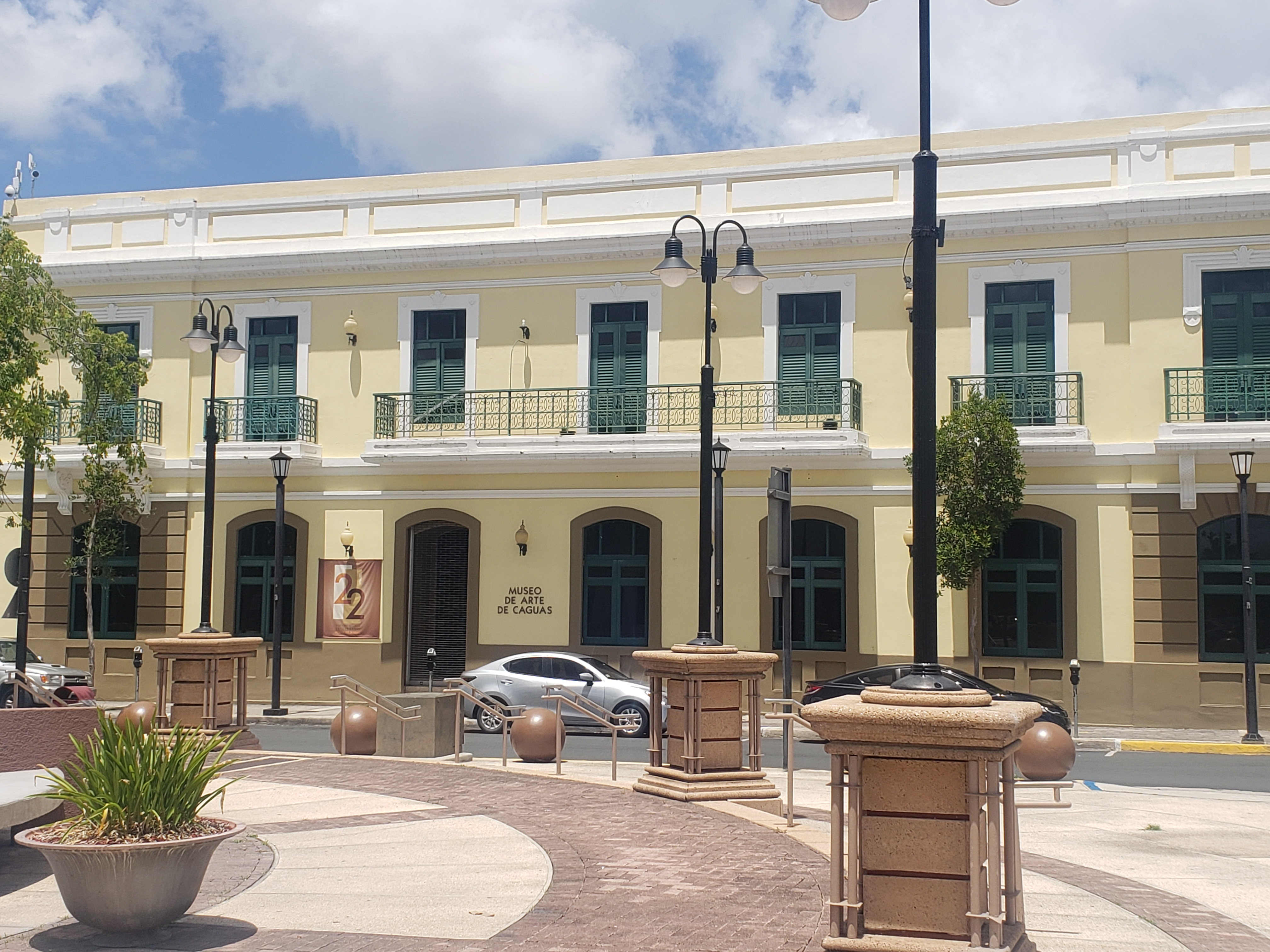
نمای موزه هنر از مرکز هنرهای زیبای کاگواس.

موزه هنر کاگواس (به اسپانیایی: Museo de Arte de Caguas) یک موزه هنری در کاگواس پوئبلو، مرکز شهر و منطقه اداری شهرداری کاگواس، پورتوریکو است. سطح اول موزه به کارلوس اوسوریو نقاش بومی کاگواس اختصاص دارد و سطح دوم نمایشگاه‌های موقتی را شامل می‌شود. ورود افراد به این موزه رایگان است و تورهای راهنما در دسترس قرار دارد. این موزه همچنین دربرگیرنده رویدادهای فرهنگی می‌باشد.

## کاسا آماریلا
این موزه در یک ساختمان تاریخی دو طبقه و نئوکلاسیک به نام کاسا آماریلا (به اسپانیایی به معنای خانه زرد) واقع شده است که قدمت آن به اوایل قرن بیستم بر می‌گردد. این موزه در نبش خیابان‌های پادیال و رویز بلویس واقع شده است. ساختمان آن در سال ۱۹۱۱ محل سکونت مدیر شرکت دخانیات آمریکا بوده است.